# 朱光武
朱光武（1943年—），汉族，中华人民共和国政治人物、第十一届全国政协委员。
加入中国民主同盟，担任中国科学院空间科学与应用研究中心副总工程师。2008年，当选第十一届全国政协委员，代表中国民主同盟，分入第五组。并担任人口资源环境委员会专委。